# Эльмон
Эльмо́н (фр. Eulmont) — коммуна во французском департаменте Мёрт и Мозель, региона Лотарингия. Относится к кантону Мальзевиль.

## География

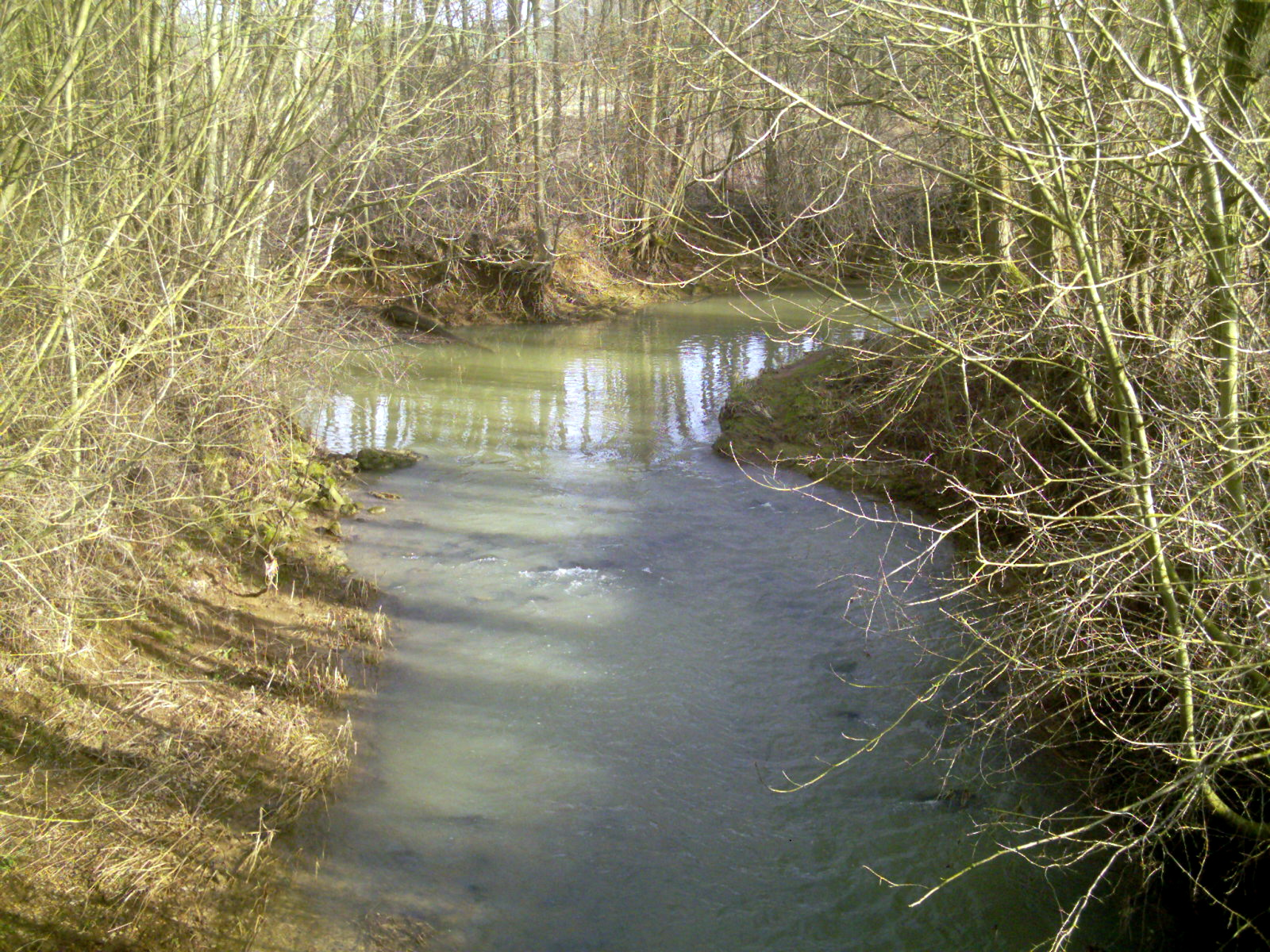
Амезюль в пределах Эльмона.

Доммартен-су-Аманс расположен в 8 км к северу-востоку от Нанси в долине реки Амезюль, правого притока Мёрта.

## Демография
Население коммуны на 2010 год составляло 997 человек.
| 1962 | 1968 | 1975 | 1982 | 1990 | 1999 | 2010 |
| ---- | ---- | ---- | ---- | ---- | ---- | ---- |
| 558  | 604  | 655  | 722  | 909  | 980  | 997  |